# Tribonyx mortierii
La gallineta de Tasmania (Tribonyx mortierii) es una especie de ave gruiforme de la familia Rallidae endémica de la isla de Tasmania (Australia). Es una especie no voladora y a diferencia de otras aves isleñas incapaces de volar que se han extinguido a causa del hombre, la gallineta de Tasmania se ha beneficiado de las prácticas agrícolas europeas en Tasmania. La especie fue descrita científicamente en 1840 como Tribonyx mortierii. El término mortierii conmemora al botánico belga Barthélemy Charles Joseph Dumortier.

## Descripción

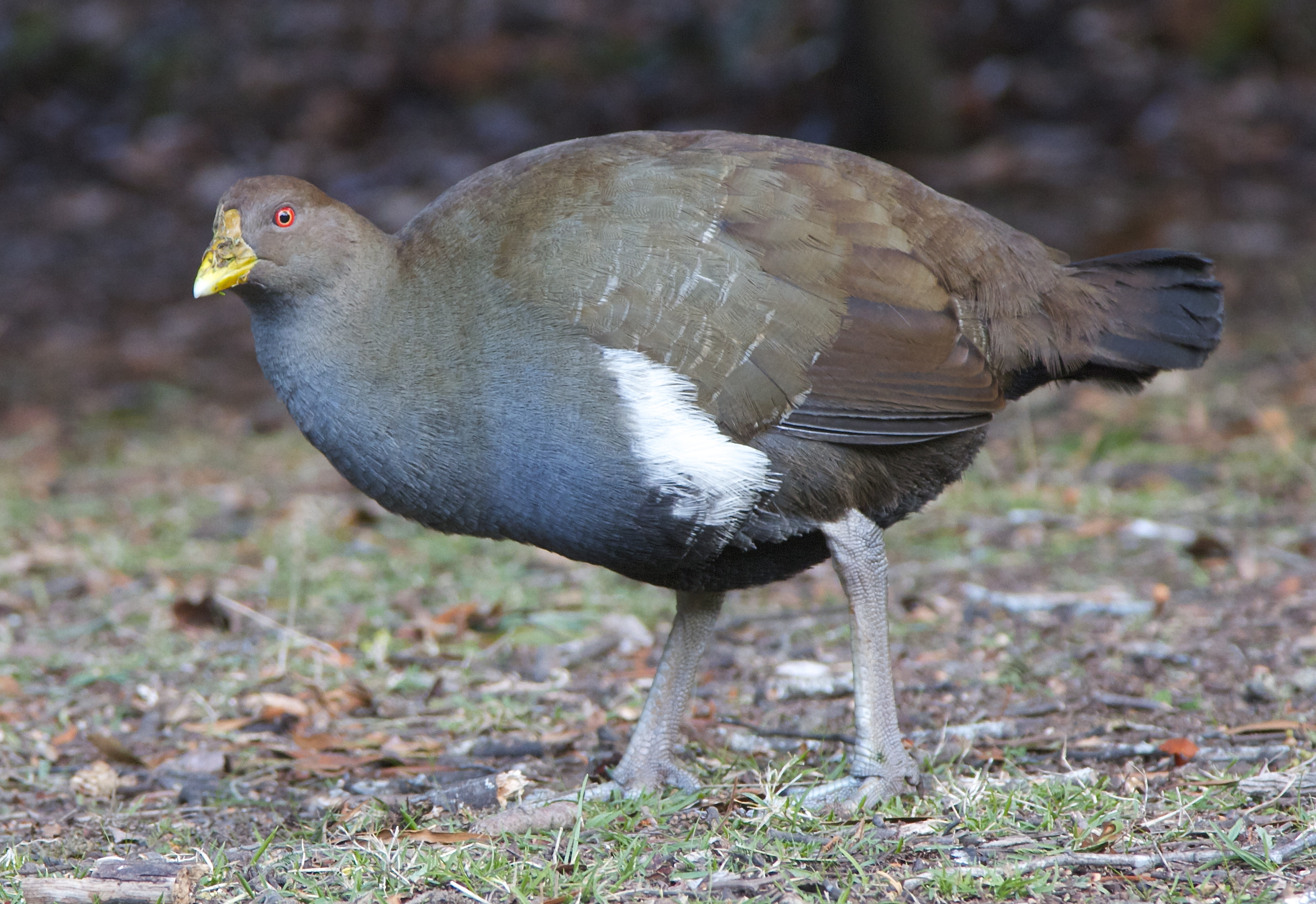
Ejemplar en el parque nacional Mt Field.

La gallineta de Tasmania es un ave rechoncha no voladora que mide entre 43 y 51 cm de largo. El plumaje de sus partes superiores son de color pardo oliváceo mientras que las partes inferiores de color grisáceo oscuro con tonos azulados y presentan una mancha blanca en los flancos. Su cola es corta y casi negra, y suele llevarla alzada. Sus patas grisáceas son gruesas y robustas, con apariencia escamosa y garras afiladas. El iris de sus ojos es de color rojo intenso. Su pico es de color amarillo verdoso y tiene un pequeño escudo frontal.
Los juveniles tienen un aspecto similar al de los adultos, aunque de tonos más apagados y salpicado con pequeñas motas blancas. Tienen el pico y los ojos del mismo color que los adultos. Los machos suelen tener el pico y la patas ligeramente más largos aunque existe suficiente variabilidad entre sexos para que sean indistinguibles por su aspecto.

## Distribución y hábitat
La gallineta de Tasmania es una especie sedentaria que vive en los herbazales alrededor del agua. Se distribuye por las regiones del norte y este de Tasmania. No se encuentra en las cercanas islas de King y Flinders del estrecho de Bass, aunque Michael Sharland la registró como presente en la isla Flinders. Existe una población introducida en isla María bien asentada. En general es común y fácil de ver alrededor de las masas de agua que tiene márgenes herbáceos.
El registro fósil indica que la gallineta de Tasmania se encontraba en el continente australiano hasta hace 4700 años. Se ha sugerido que las causas de esta extinción podrían haber sido la introducción del dingo, o un periodo extremadamente seco.

## Comportamiento y organización social

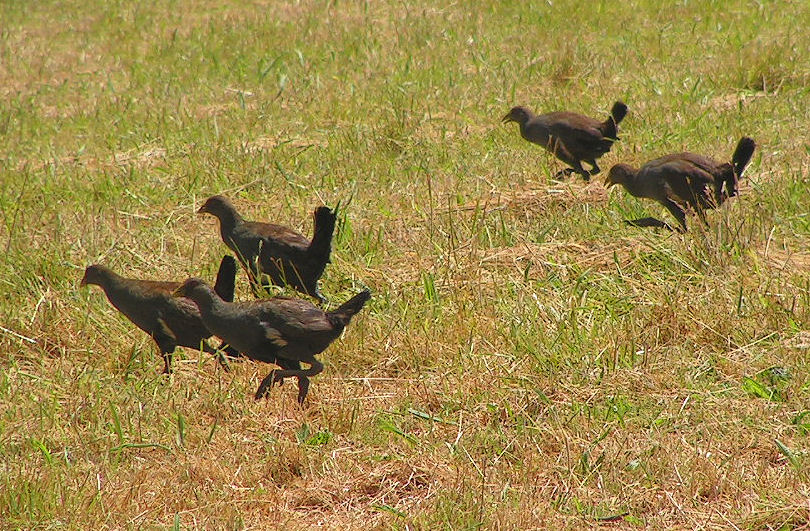
Bandada corriendo, isla Bruny.

Se ha estudiado en detalle la organización social de la gallineta de Tasmania. Viven en grugos de entre dos y cinco individuos, más los juveniles de la época de cría anterior, que tienden a quedarse con el grupo y contribuyen al cuidado de los nuevos pollos hasta que se trasladan para establecerse en su propio territorio aproximadamente al año. El sedentarismo de esta especie implica que los grupos mantienen territorios definidos de hasta 2 ha, y expulsan a las intrusiones en su territorio mediante emisión de llamadas y exhibiciones. También pueden producirse luchas, en las que las gallinetas saltan sobre sus oponentes, los pican y patean violentamente, a veces produciéndose heridas y arrancándose plumas.
Su estructura reproductiva puede ser monógama o polígama, aunque generalmente es polígama. Cada grupo contiene solo una hembra reproductiva que se aparea con todos los machos del grupo. Esta estructura social de grupos polígamos que permanecen juntos es poco frecuente entre las aves, y se cree que podría deberse a la alta proporción de pollos nacidos macho respecto a las hembras.
Las gallinetas de Tasmania tienen 14 llamadas diferentes, cuyo espectro va desde gruñidos bajos hasta llamadas de alarma agudas, además de duetos de sube y baja realizados al unísono,
Aunque no pueden volar, son capaces de correr muy rápidamente, habiéndose registrado velocidades de hasta 48 km/h, Usan sus alas mientras corren deprisa para ayudarse a virar y equilibrarse.

## Reproducción

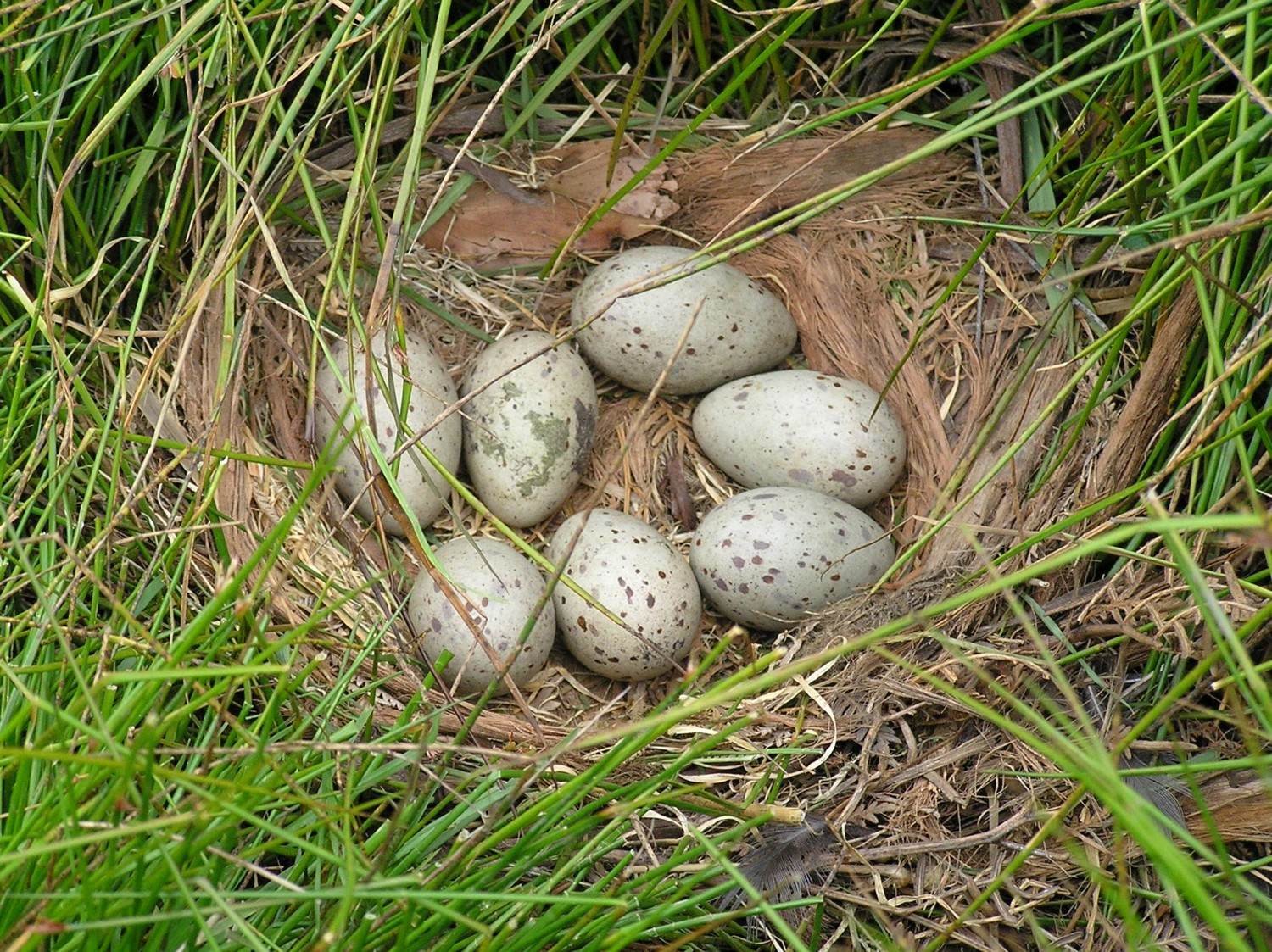
Nidada de gallineta de Tasmania.

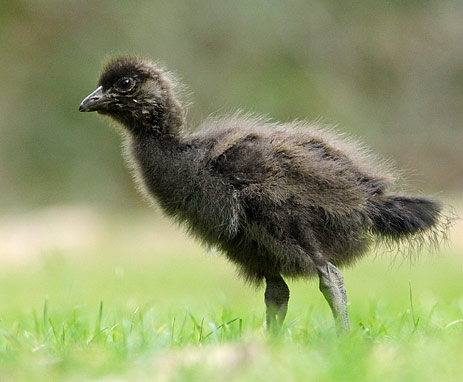
Pollo de gallineta de Tasmania.

La época de cría empieza entre julio y septiembre, dependiendo de la lluvia y la disponibilidad de alimento. Generalmente criarán una vez al año, aunque en años buenos, con gran cantidad de comida disponible pueden realizar dos nidadas. Su nido consiste en un montón aplastado de hierba, situado entre las hierbas altas generalmente cerca del agua, o terreno pantanoso. Es tamaño de su puesta es de cinco a ocho huevos ovalados, que miden entre 56x38 mm de color amarillento o crema con algunas motas rojizas y vioáceas. Además del nido principal construyen otros nidos con objeto de descansar con los pollos por la noche y esconderse mejor de los depredadores. Los pollos están cubiertos de plumón pardo grisáceo.

## Alimentación

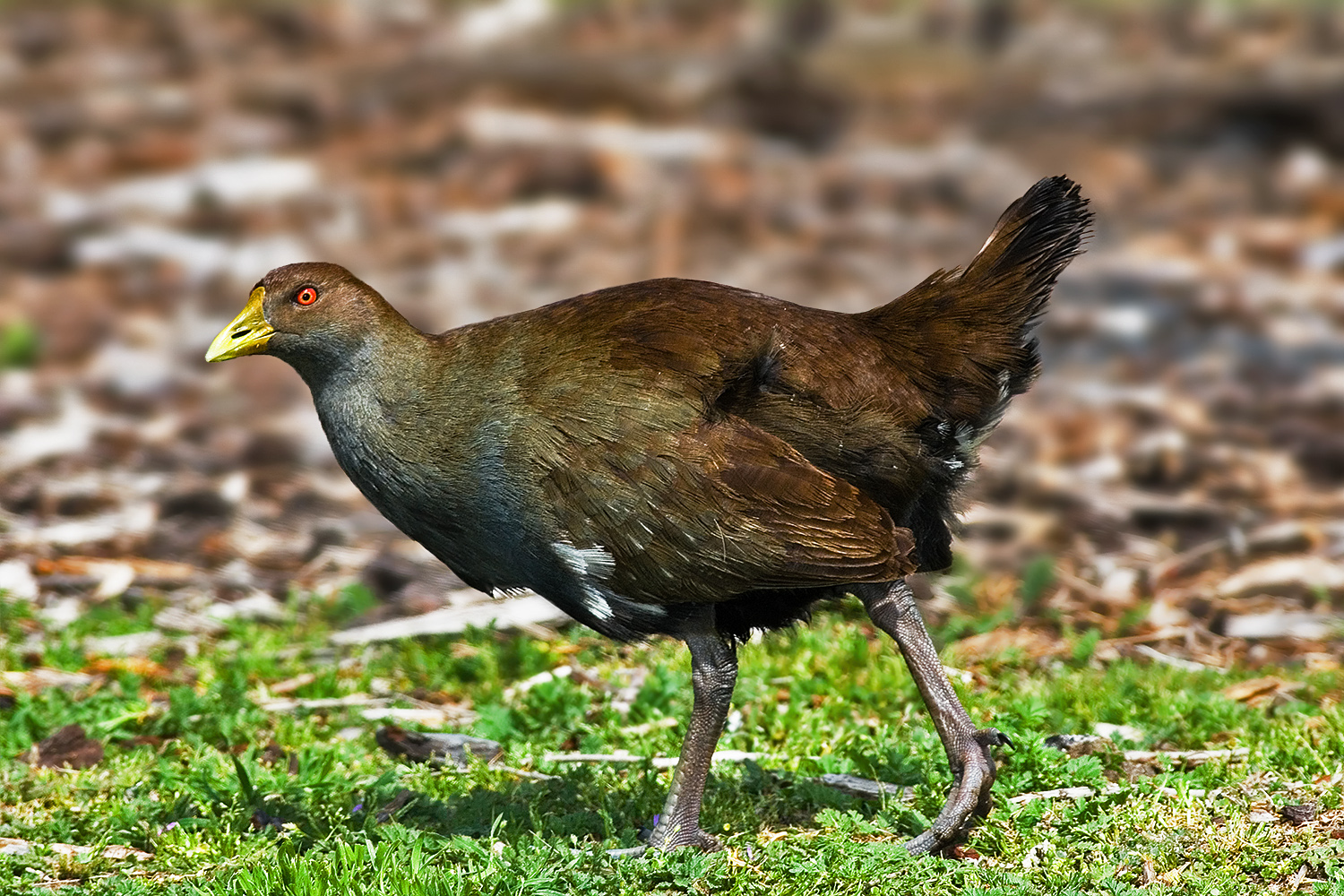
Se alimentan de hierba, semillas, insectos y frutos.

La dieta de la gallineta de Tasmania se compone principalmente de brotes de hierba y hojas de las hierbas bajas que recolectan durante el día. También comen insectos, semillas y frutos. Entre los agricultores se considera a la especie como una plaga. Los daños que produce a la agricultura fueron estudiados ampliamente en los años 1960 por M Ridpath y G Meldrum, que descubrieron que aunque producían algunos daños a las cosechas, los conejos eran los responsables de la mayoría de los daños que se les achacaba eran debidos a los conejos y otras especies.
La gallineta de Tasmania es pastador secundario, lo que significa que depende de otras especies para que mantengan la hierba baja para que surjan brotes frescos. Antes de la colonización europea de Tasmania los pastos abiertos que necesitan para alimentarse se los proporcionaban principalmente los incendios que practicaban los indígenas para incrementar las zonas de pasto para los animales que cazaban. La expansión de las áreas aclaradas y la introducción de los conejos han proporcionado a estas aves más recursos alimenticios y, por lo tanto, un aumento de su población.

## Estado de conservación y amenazas

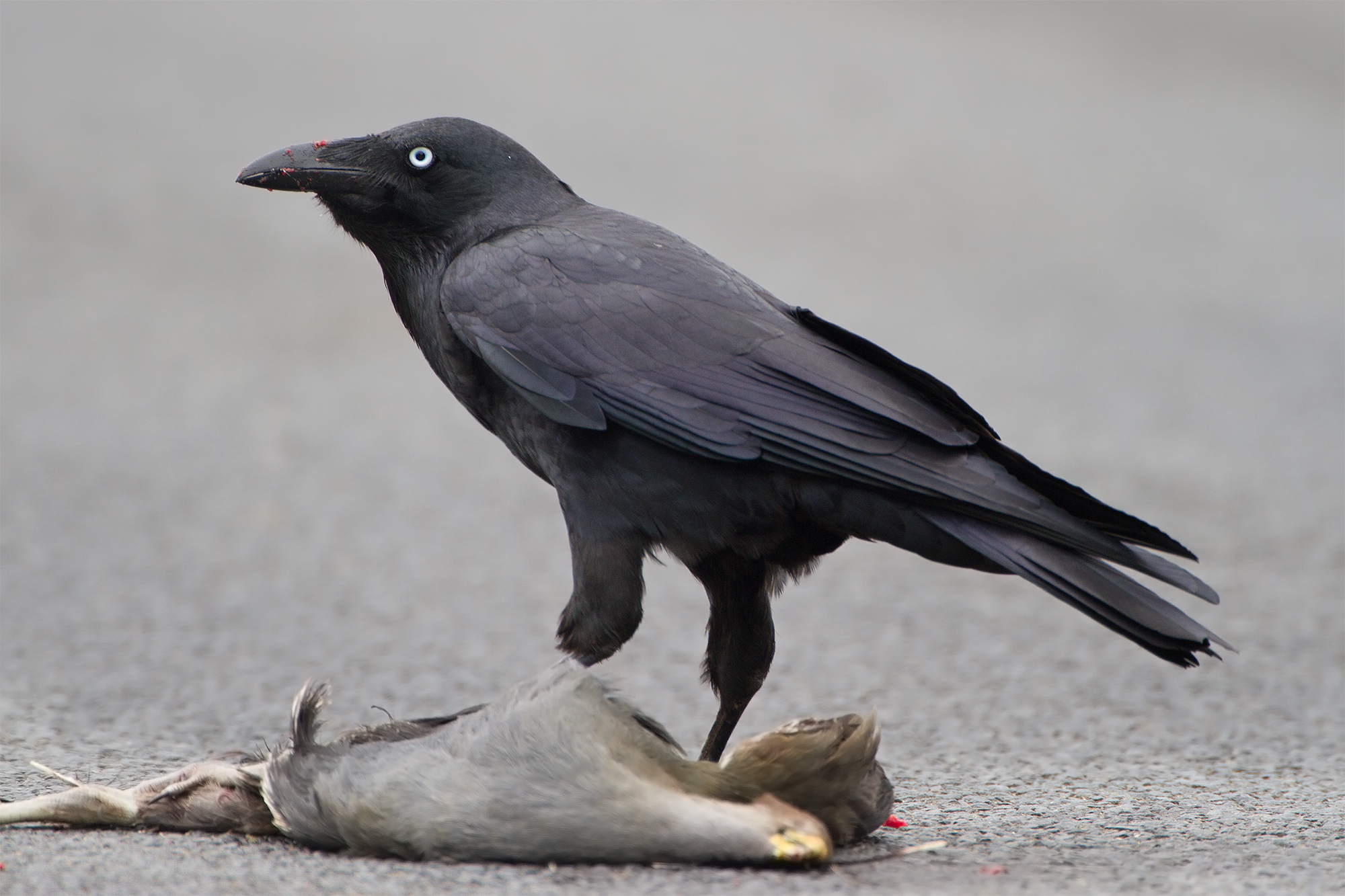
Corvus tasmanicus

La gallineta de Tasmania se clasifica como especie bajo preocupación menor por la UICN. Aunque hay una población de tamaño saludable y no se han registrado declives significantes, existe la preocupación por la posible llegada del zorro rojo a Tasmania y el posible impacto que podría tener en esta y otras especies.
El 15 de agosto de 2007 la gallineta de Tasmania fue incluida entre las especie protegidas de la legislación de Tasmania. Anteriormente era una de las cuatro las aves nativas de Tasmania que no tenía ninguna protección legal fuera de los parques nacionales y reservas naturales del estado de Tasmania, y fue la última de las 12 especies endémicas de la isla en protegerse. Las otras tres especies de aves que no tenían protección eran el cuervo de Tasmania, el cormorán grande y el cormorán piquicorto. Todas las demás aves nativas de Tasmania estaban protegidas por la ley de conservación natural del estado de 2002.